# Tommaso Bernardo Gaffi
Tommaso Bernardo Gaffi (Roma, 14 dicembre 1667 – Roma, 11 febbraio 1744) è stato un compositore italiano.

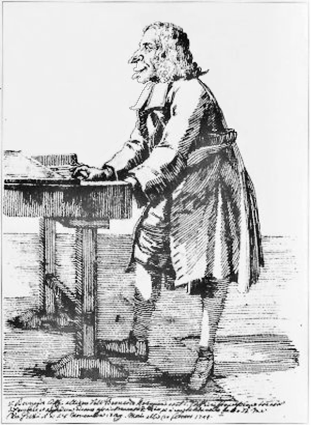
Pierleone Ghezzi, caricatura di Tommaso Bernardo Gaffi

Di famiglia romana originaria di Tivoli, fu allievo di Bernardo Pasquini. Fu organista a Santo Spirito in Sassia (1688-1690), a Santa Maria in Vallicella (1691-94), e intorno al 1700 alla chiesa del Gesù. Nel 1704 subentrò al maestro come organista di Santa Maria Maggiore, e più tardi, nel 1710, nell'incarico di organista del Senato e del Popolo romano presso la chiesa di Santa Maria in Aracoeli.

Collaborò alle attività musicali di alcune importanti personalità della corte di Roma, come i cardinali Benedetto Pamphilj e Pietro Ottoboni, e il principe Francesco Maria Ruspoli.
Come operista compose il primo atto dell'opera Il Clearco in Negroponte (libr. Antonio Arcoleo), rappresentata nel 1695 a Roma nel teatro Capranica (II atto di Giovanni Lorenzo Lulier; III atto di Carlo Francesco Cesarini).
Tra i suoi allievi ci furono Girolamo Chiti e Andrea Basili.

## Opere
- Oratori:
  - La purità trionfante (libr. Giovanni Andrea Lorenzani; Roma, 1688, coautore insieme con a B. Pasquini, G.L. Lulier, G. Ercole, L. Amadori)
  - La Micole (Modena, 1689);
  - Abigaille (libr. F. Bambini, Modena, 1689);
  - La forza del divino amore (Roma, 1691);
  - Adam (in latino, libr. F. Ciampelletti, Roma, 1692);
  - Sant'Eugenia (Firenze, 1693);
  - L'Innocenza gloriosa (libr. Francesco Alfonso Bevilacqua [in religione frà Alfonso di S. Antonio] (Firenze, 1693);
  - Il sacrificio del Verbo umano (libr. Domenico Pingue (Roma, 1700)
- Cantate da Cammera (sic) a voce sola dedicate all'illustrissimo signor marchese Francesco Maria Ruspoli ... opera prima (Roma, Mascardi, 1700)[4]
- cantate a voce sola (manoscritte)[5]
- Toccata e canzona per clavicembalo (manoscritte)[6]
- Composizioni sacre[6]
  - Salve regina a 3 voci (manoscritto 1740-60 ca.)
  - Salve mater regina per soprano e basso continuo (manoscritto)
- Opere didattiche
  - Regole per sonare su la parte